# Апертура 2007 (Сальвадор)
Апертура 2007 (исп. Torneo Apertura 2007) — первая половина 74-го сезона чемпионата Сальвадора по футболу.

## Участники
| Команда           | Город                |
| ----------------- | -------------------- |
| Луис Анхель Фирпо | Усулутан             |
| ФАС               | Санта-Ана            |
| Чалатенанго       | Чалатенанго          |
| Исидро Метапан    | Метапан              |
| Виста Эрмоса      | Сан-Франциско Готера |
| Агила             | Сан-Мигель           |
| Альянса           | Сан-Сальвадор        |
| Нехапа            | Нехапа               |
| Сан-Сальвадор     | Сан-Сальвадор        |
| Онсе Мунисипаль   | Ауачапан             |

## Турнирная таблица
| М  | Команда           | И  | В  | Н | П  | Мячи    | ±   | О  | Примечания     |
| -- | ----------------- | -- | -- | - | -- | ------- | --- | -- | -------------- |
| 1  | Чалатенанго       | 18 | 10 | 4 | 4  | 29 − 16 | +13 | 34 | Финальная фаза |
| 2  | ФАС               | 18 | 9  | 3 | 6  | 27 − 21 | +6  | 30 | Финальная фаза |
| 3  | Исидро Метапан    | 18 | 8  | 5 | 5  | 31 − 24 | +7  | 29 | Финальная фаза |
| 4  | Луис Анхель Фирпо | 18 | 7  | 6 | 5  | 23 − 17 | +6  | 27 | Финальная фаза |
| 5  | Виста Эрмоса      | 18 | 8  | 3 | 7  | 24 − 25 | −1  | 27 |                |
| 6  | Агила             | 18 | 7  | 4 | 7  | 23 − 20 | +3  | 25 |                |
| 7  | Альянса           | 18 | 6  | 6 | 6  | 26 − 28 | −2  | 24 |                |
| 8  | Нехапа            | 18 | 5  | 7 | 6  | 31 − 34 | −3  | 22 |                |
| 9  | Сан-Сальвадор     | 18 | 3  | 6 | 9  | 20 − 35 | −15 | 15 |                |
| 10 | Онсе Мунисипаль   | 18 | 4  | 2 | 12 | 8 − 22  | −14 | 14 |                |

И — игры, В — выигрыши, Н — ничьи, П — проигрыши, Мячи — забитые и пропущенные голы, ± — разница голов, О — очки

## Финальная фаза

### Полуфиналы
Первые матчи были проведены 2—3 декабря, а ответные состоялись 9—10 декабря.
| Команда 1         | Итог | Команда 2   | 1-й матч | 2-й матч |
| ----------------- | ---- | ----------- | -------- | -------- |
| Исидро Метапан    | 1:1  | ФАС         | 0:0      | 1:1      |
| Луис Анхель Фирпо | 2:1  | Чалатенанго | 2:0      | 0:1      |

### Финал
| Луис Анхель Фирпо | 1:1 (0:1) Доп. вр. 0:0 | ФАС         |
| ----------------- | ---------------------- | ----------- |
| Пачеко 80′        | Отчёт                  | Барроче 41′ |
| Пенальти          |                        |             |
|                   | 5:3                    |             |

| Чемпион Сальвадора (Апертура) 2007 |
| ---------------------------------- |
| Луис Анхель Фирпо в 8-й раз        |